# E55

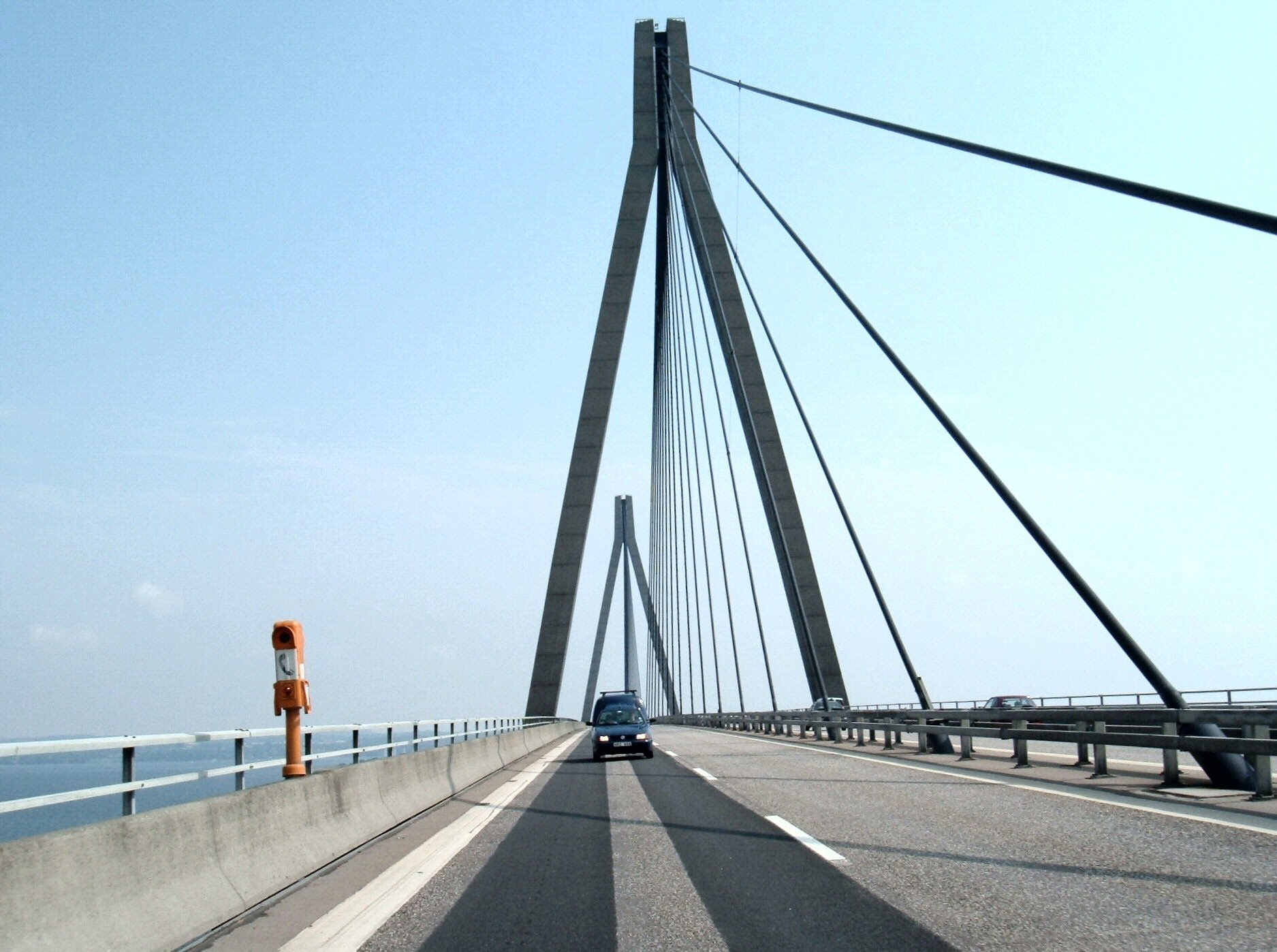
Faröbron i Danmark.

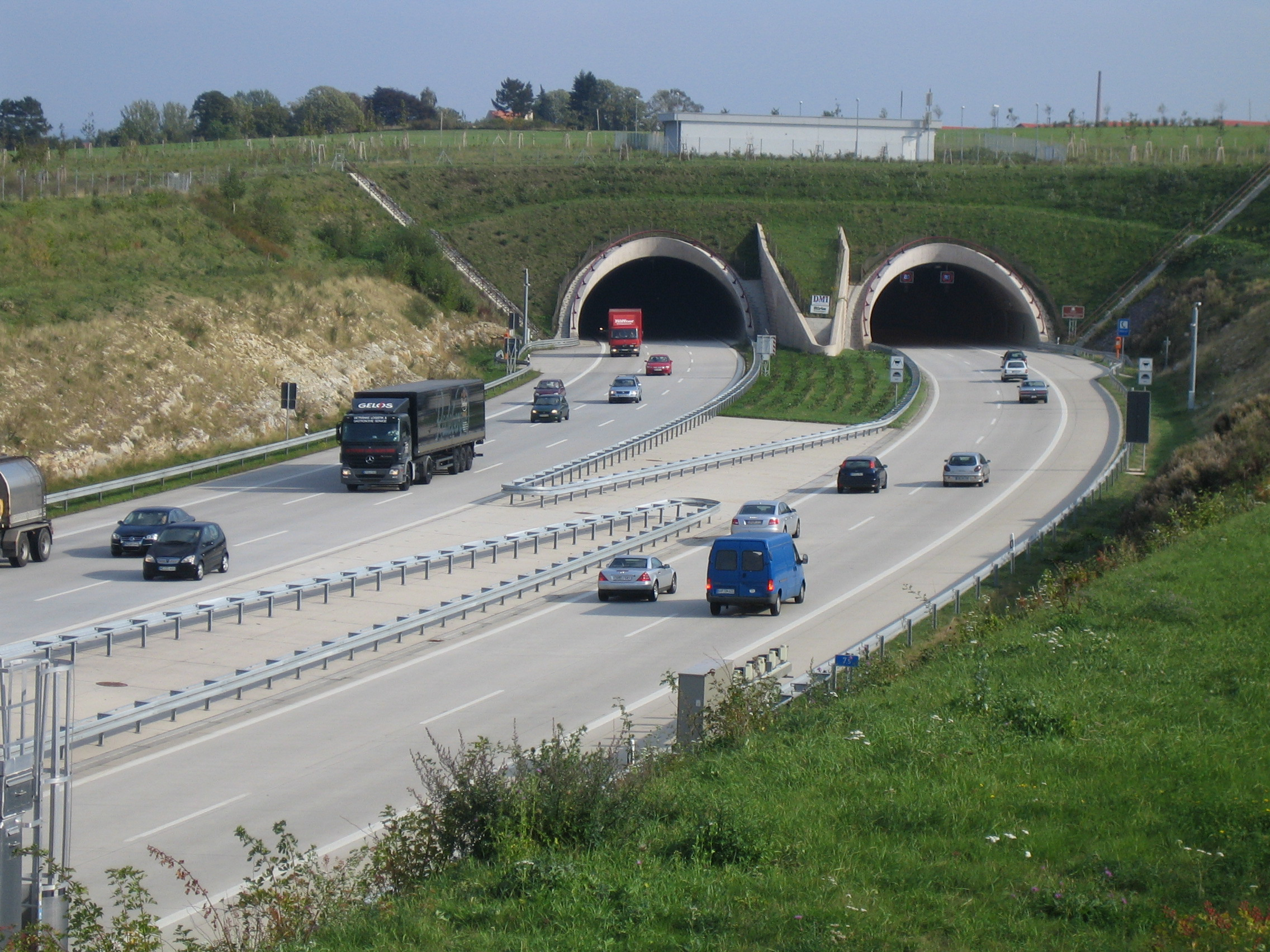
Tunnel utanför Dresden.

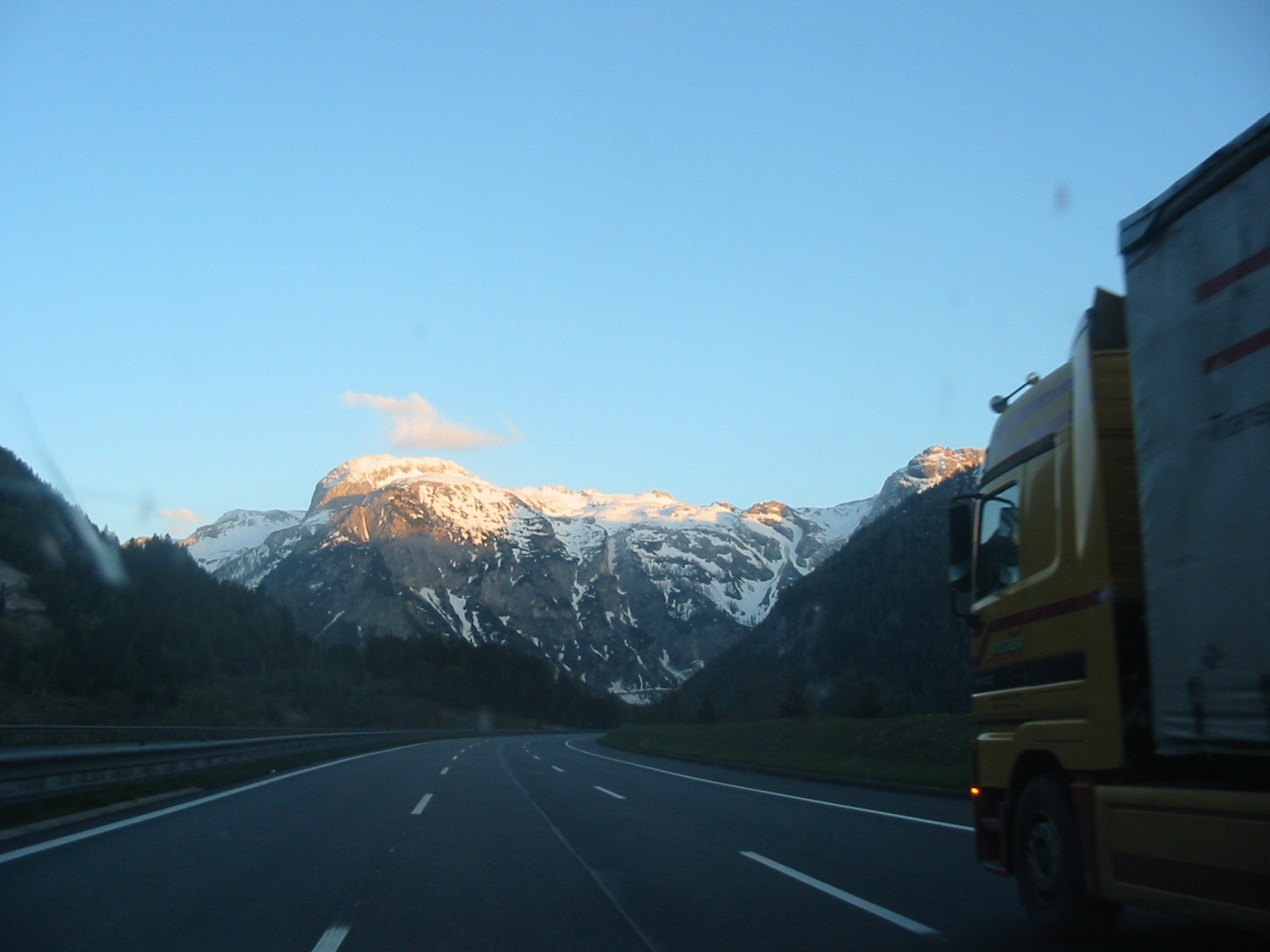
E55/A10 genom Alperna, i Österrike.

E55 eller Europaväg 55 är en europaväg som börjar i Helsingborg i Sverige och slutar i Kalamata i Grekland.
Den är 2 930 kilometer lång och går genom Danmark-Tyskland-Tjeckien-Österrike-Italien och Grekland. 

## Sträckning
Helsingborg - (färja Sverige-Danmark) - Helsingör - Köpenhamn - Gedser - (färja Danmark-Tyskland) - Rostock - Berlin - Dresden - (gräns Tyskland-Tjeckien) - Prag - (gräns Tjeckien-Österrike) - Linz - Salzburg - Villach - (gräns Österrike-Italien) - Udine - Ravenna - Rimini - Bari - Brindisi - (färja Italien-Grekland) - Igoumenitsa - Preveza - Patras - Kalamata
E55 börjar vid färjeläget i Helsingborg, och går inte på svensk mark, och skyltas inte alls i Sverige. Färjelinjen Helsingborg - Helsingör skyltas i Sverige i stället E4 (som enligt UNECE slutar i Helsingborg). I Danmark skyltas färjan dock E55, inte E4.
Sträckan Gedser - Rostock är också en färjelinje.
På sträckan  Brindisi (Italien) - Igoumenitsa (Grekland) finns det bilfärja, som tar ungefär 7-10 timmar, och trafikeras av flera rederier. 
Mellan Preveza och Aktion (Grekland) är det en nybyggd tunnel, runt 2 kilometer lång. Över Korintiska viken går sedan 2004 en 2,8 kilometer lång bro, Rio-Antirio-bron. Innan de var klara fanns bilfärjor över båda sunden.

## Standard och planer
Vägen är motorväg mellan Helsingör och norr om Nyköbing(Falster) i Danmark (Se E55 (Danmark) ). Därifrån till Gedser är vägen landsväg, med en förbifart förbi Nykøbing Falster öppnad 2014. E55 är motorväg mellan Rostock i Tyskland (A19, A13, A17) och Prag i Tjeckien (D8).
Söder om Prag fortsätter motorvägen (D1) och blir sedan landsväg till Linz i Österrike. Efter det är det motorväg genom Österrike (A1 och A10) och Italien (A23, A4, A14) utom en sträcka söder om Venedig. I Grekland är E55:an mestadels landsväg.

## Historik
E55 infördes i och med reformen av europavägsnumren 1985. Det fanns då tanken att E4 genom Sverige och en bit in i Finland också skulle heta E55. Sverige och Norge fick 1992 undantag att behålla de gamla numren på E4 och E6, då man hävdade att det skulle bli mycket dyrt att skylta om dessa extremt långa sträckor. Ett annat argument lär ha varit att de var rädda att bilisterna inte skulle känna igen vägarna. UNECE gick med på det i och med att Sverige och Norge dittills vägrat skylta om alls.

## Anslutningar till andra europavägar
| - E4 - E47 - E20 - E22 - E26 - E251 |  | - E28 - E30 - E36 - E40 - E442 - E65 |  | - E67 - E50 - E49 - E60 - E56 - E57 |  | - E651 - E66 - E70 - E45 - E78 - E80 |  | - E842 - E843 - E90 - E951 - E952 - E65 |